# Leucania engadinensis
Leucania engadinensis är en fjärilsart som beskrevs av Wagner 1909. Leucania engadinensis ingår i släktet Leucania och familjen nattflyn. Inga underarter finns listade i Catalogue of Life.